# Холт, Кендалл
Кендалл Холт (англ. Kendall Holt; род. 4 июля 1981, Патерсон, Нью-Джерси, США) — американский боксёр-профессионал, выступающий в 1-й полусредней весовой категории. Чемпион мира в 1-й полусредней (версия WBO, 2008 — настоящее время) весовой категории.

## 2001—2004
Дебютировал в марте 2001 года.

## 4 февраля2005Кендалл Холт —Дэвид Диас
- Место проведения:  Фоксвудс Ресорт, Машантаккет, Коннектикут, США
- Результат: Победа Холта техническим нокаутом в 8-м раунде в 10-раундовом бою
- Статус: Рейтинговый бой
- Рефери: Чарльз Дуайер
- Счет судей: Клэрк Саммартино (68—63), Роберт Паолино (68—63), Джордж Смит (67—64) — все в пользу Холта
- Время: 2:26
- Вес: Холт 63,00 кг; Диас 63,00 кг
- Трансляция: Showtime ShoBox

В феврале 2005 года состоялся бой между Кендаллом Холтом и Дэвидом Диасом. В конце 1-го раунда Диас пошёл в атаку, и зажав Холта в углу начал избивать. Холт в контратаке выбросил несколько хуков и встречной двойкой в челюсть - левый хук и правый - послал Диаса в нокдаун. Диас сразу же поднялся. После возобновления боя прозвучал гонг. В конце 7-го раунда Диас попал правым хуком в голову противника. Диас сразу же добавил ещё один правым боковой удар. Холт упал на канвас, но сразу же поднялся. 
Во время отсчёта нокдауна у него вывалилась капа. Пока ему вставляли её обратно Холт получил ещё несколько лишних секунд на отдых. В конце 8-го раунда Холт провёл несколько крюков с обеих рук в голову противника. Он прижал Диаса к канатам и начал добивать. Холт провёл три точных левых боковых удара в челюсть. Диас не отвечал. 
Рефери принял решение остановить бой, однако в момент когда он вклинился между боксёрами Диас ответил двойкой в челюсть Холта. Рефери всё равно бой прекратил. Диас был недоволен этим решением. Зал встретил эту остановку недовольным гулом. а объявление результата боя ринганнонсером зрители освистали.

## 2005—2007
В апреле 2007 года Холт в элиминаторе победил по очкам Майка Арнаутиса.
В сентябре 2007 года Кендалл Холт проиграл техническим нокаутом в 11-м раунде чемпиону мира в 1-м полусреднем весе по версии WBO Рикардо Торресу.

## 5 июля2008Рикардо Торрес —Кендалл Холт (2-й бой)
- Место проведения:  Планет Холливуд Ресорт энд Касино, Лас-Вегас, Невада, США
- Результат: Победа Холта техническим нокаутом в 1-м раунде в 12-раундовом бою
- Статус: Чемпионский бой за титул WBO в 1-м полусреднем весе (3-я защита Торреса)
- Рефери: Джей Нейди
- Время: 1:01
- Вес: Торрес 63,00 кг; Холт 63,00 кг
- Трансляция: Showtime ShoBox

В июле 2008 года состоялся 2-й бой между Кенддалом Холтом и Рикардо Торресом. В начале 1-го раунде Торрес пробил левый хук в челюсть. Холт упал на пол. Он сразу же поднялся. Торрес бросился добивать. Холт также бросился атаковать. В размене Торрес провёл точный правый хук, после чего претендент упал на руки. Претендент сразу же поднялся. В это время Торрес пробил точный левый хук. Рефери сразу же отвёл чемпиона в угол, и начал отсчёт нокдауна Холту. Пртендент не согласился с тем, что это был нокдаун, посчитав, что поскользнулся. После возобновления боя Торрес вновь бросился добивать противника. Холт качал маятник, уходя от ударов вниз. Затем он рванул на Торреса, задев его челюсть головой. Торрес отлетел к канатом. Тут Холт провёл мощный левый хук в открытую челюсть. Торрес согнулся пополам и безжизненно сел на ринг. Рефери начал отчёт, но видя, что боксёр не реагирует, остановил бой. На ринг выбежали врачи. Торрес приходил в себя несколько минут.